# Lobelia comosa
Lobelia comosa är en klockväxtart som beskrevs av Carl von Linné. Lobelia comosa ingår i släktet lobelior, och familjen klockväxter. Inga underarter finns listade i Catalogue of Life.